# Amagoi-Wasserfall
Der Amagoi-Wasserfall (japanisch 雨乞の滝 Amagoi-no-taki) liegt in der japanischen Präfektur Tokushima. Er hat eine Fallhöhe von 45 Metern und weist drei Fallstufen auf. Das Wasser fließt in den Konedani, einen Zufluss des Akui, der in den Yoshino fließt, kurz bevor dieser in den Kii-Kanal der Seto-Inlandsee mündet.
Der Amagoi-Wasserfall ist Teil der 1990 vom Umweltministerium aufgestellten Liste der Top-100-Wasserfälle Japans. Weitere bekannte Wasserfälle in der Präfektur sind die Todoroki-Kujūku-Wasserfälle und der Ōgama-Wasserfall.